# Pseudione chiloensis
Pseudione chiloensis är en kräftdjursart som beskrevs av Roman-Contreras och Wehrtmann 1997. Pseudione chiloensis ingår i släktet Pseudione och familjen Bopyridae. Inga underarter finns listade i Catalogue of Life.